# María Jesús Aramburu del Río
María Jesús Aramburu del Río (Siviglia, 28 ottobre 1951) è una politica spagnola, esponente di Sinistra Unita, membro del Congresso dei Deputati dal 1996 al 2000 ed europarlamentare dal 1994 al 1996.

## Biografia

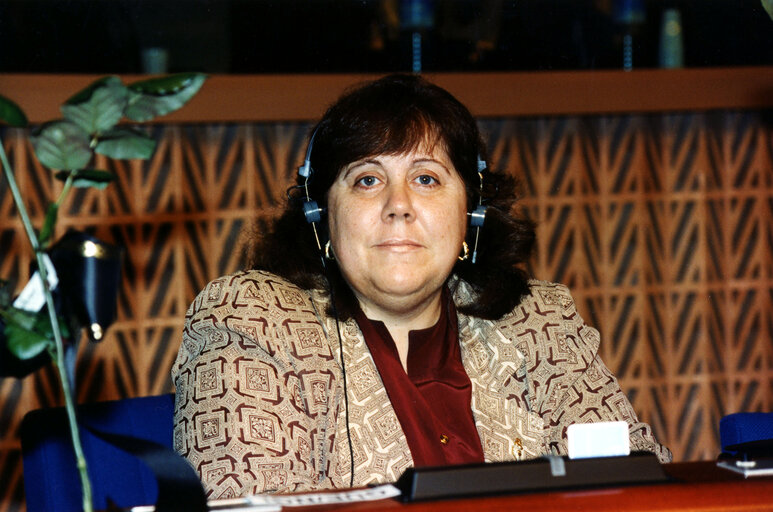
María Jesús Aramburu del Río al Parlamento europeo

Laureata in filologia ispanica presso l'Università di Siviglia, dal 1986 lavorò come insegnante di inglese in una scuola superiore. Contemporaneamente, fu attiva nel movimento femminista e proseguì gli studi post-laurea conseguendo un dottorato e un Diploma di Studi Avanzati con una tesi intitolata "Strategie del potere politico: genere, razza e violenza".
Membro del comitato federale del Partito Comunista di Spagna (APC), aderì a Sinistra Unita-Iniziativa per la Catalogna Verdi, entrando a far parte del consiglio federale e del consiglio permanente. Nel corso degli anni, fu tra le fondatrici di diverse associazioni e collettivi femministi, tra cui la Asociación Universitaria de Mujeres (1976), la Organización para la Liberación de las Mujeres (1981), Las Cigarreras e la Asociación Para la Defensa de la Mujer (1984). In questo frangente, si fece portatrice di iniziative quali la nascita dei primi consultori familiari e centri antiviolenza in Spagna.
Nel 1993, María Jesús Aramburu del Río divenne deputata al Parlamento dell'Andalusia in sostituzione di Felipe Alcaraz, eletto presso le Corti Generali. Tra i vari incarichi istituzionali, fu nominata portavoce per l'istruzione e per le donne nonché consigliera di RTVE in Andalusia.
Fu candidata alle elezioni europee del 1994, sempre con Sinistra Unita; nel programma elettorale menzionò temi quali l'ambientalismo, la tutela dei diritti civili e il rispetto di pluralismo e minoranze. Eletta europarlamentare, a Bruxelles fu membro della Commissione per i diritti della donna fino al 1996, anno in cui rassegnò le dimissioni da europarlamentare per candidarsi alle elezioni generali spagnole del 1996, a seguito delle quali fu eletta deputata per la circoscrizione di Siviglia. Dal 1998 al 2000 fu portavoce della Commissione Istruzione e Cultura del Congresso dei Deputati.
Nel 2000 decise di lasciare la politica, tornando a svolgere la professione di insegnante nel suo vecchio liceo, dove divenne coordinatrice del piano per l'uguaglianza tra uomini e donne nell'istruzione.